# Mark Bernes
Mark Bernes (în rusă Марк Наумович Бернес; n. 25 septembrie/8 octombrie 1911, Nejin, Cernigov⁠(d), Imperiul Rus – d. 16 august 1969, Moscova, RSFS Rusă, URSS) a fost un cântăreț și actor rus.